# Max Döring (Politiker, 1875)
Max Döring (* 15. November 1875 in Berlin; † 21. September 1947 ebenda) war ein deutscher Politiker (SPD).
Max Döring war ein Sohn eines Zuschneiders und besuchte eine Volksschule. Er wurde Bauarbeiter und trat 1908 der SPD bei. Im Ersten Weltkrieg war er Soldat. Von 1922 bis 1928 war er der Vorsitzende des Deutschen Baugewerksbunds im Bezirk Charlottenburg. Döring wurde ehrenamtlicher Richter beim Arbeitsgericht und bei der Berliner Wahl am 12. März 1933 in die Bezirksversammlung von Charlottenburg gewählt. Am 7. Juli wurden auf Beschluss des NS-Reichsministers Wilhelm Frick alle SPD-Bezirksverordnete aus ihrem Amt entfernt.
Nach dem Zweiten Weltkrieg rückte Döring im Februar 1947 in die Stadtverordnetenversammlung von Groß-Berlin nach, doch noch in dieser Legislaturperiode starb er. Seine Nachrückerin im Parlament wurde daraufhin Margarete Hallervorden.